# Miguel de Loyola
Miguel de Loyola (San Javier, región del Maule, 20 de agosto de 1957) es un escritor chileno. 

## Biografía
Estudió pedagogía en castellano en la Universidad Católica, donde se tituló en 1981; posteriormente, hizo una maestría en Letras en su alma mater (1994). Asistió asimismo al taller literiario de Roque Esteban Scarpa y Alfonso Calderón (1978) y, más adelante, en el de José Donoso (1984-1986).
Sus primeros premios los obtuvo en la época universitaria con sus cuentos y, el mismo año en que se graduó, ganó el concurso de la revista La Bicicleta.
Miembro del Círculo de Críticos de Arte de Chile y editor de la página web Letrasdechile.cl, escribe crítica literaria en diversas publicaciones, además de ser tallerista.

## Obras
- Bienvenido sea el día, cuentos; editorial Mar del Plata, 1991
- Despedida de soltero, novela, LOM Ediciones, 1999
- El desenredo, nouvelle, Bravo y Allende Editores, Chile, 2006
- Cuentos del Maule, Bravo y Allende, 2007. Contiene 15 relatos:
  - «Muelle solitario», «El gringo enamorado», «Por el atajo del litre», «La agonía del fantasma», «La herencia de misia Aurorita», «Los hijos de mamá Regina», «El profeta en su tierra», «Las memorias de Don Rojo», «La fiesta del vino», «La escuela de Juan Grande», «La pata del diablo», «El viento en la noche», «La despedida», «La vida nueva» y «Terratenientes»[3]
- Esa vieja nostalgia, cuentos; Bravo y Allende, 2010
- Cuentos interprovinciales, Proa Amerian Editores; Buenos Aires, 2012
- Pasajero en tránsito, cuentos, Proa Amerian Editores; Buenos Aires, 2013
- El estudiante de literatura, novela; Niram Art Editorial, Madrid, 2013
- Presuntos implicados, novela, Buenos Aires, 2016; Bajo el arco de triunfo, novela, 2021; Reina de la vendimia, cuentos, 2023; Yesterday, cuentos, 2024.